# Спасо-Гробовская церковь
Спасо-Гробовска́я церковь (официальное название — храм Спаса Преображения) — православный храм в Брянске. Был построен в 1904 году на средства церковного старосты купца П. С. Могилевцева и заменил собой стоявшую рядом старую деревянную церковь. Автором проекта был брянский архитектор-художник Н. А. Лебедев, спроектировавший церковь в неорусском стиле. В летописи Спасо-Гробовской церкви упомянуто, что храм построен на месте захоронения брянских епископов Нектария и Нафанаила, поэтому церковь называется Спасо-Гробовской, или — «церковь, что на владычьих гробах».
В 1929 году церковь была закрыта, её верхняя часть разрушена. Внутри храма были устроены перекрытия с различными кабинетами, пробиты новые окна для первого этажа и допущены другие нарушения её архитектурного облика. Долгое время в храме располагался морг, затем «Дом занимательной науки и техники». К празднованию тысячелетия города (1985) были восстановлены церковные купола. В декабре 1992 года храм передан Русской православной церкви и начал действовать 7 января 1993 года. К празднику Преображения Господня в 1994 году внутренняя часть храма была отреставрирована, после чего церковь была освящена архиепископом Брянским и Севским Мелхиседеком. С 2006 по 2008 год в храме проведен капитальный ремонт и установлен новый мраморный иконостас.